# Natural Selection 2
 (septembre 2016).
Si vous disposez d'ouvrages ou d'articles de référence ou si vous connaissez des sites web de qualité traitant du thème abordé ici, merci de compléter l'article en donnant les références utiles à sa vérifiabilité et en les liant à la section « Notes et références ».
Natural Selection 2 (NS2) est un jeu vidéo multijoueur mélangeant à la fois le tir à la première personne et la stratégie en temps réel. Le jeu prend place dans un univers de science fiction.
Natural Selection 2 prend place quelques années après Natural Selection.

## Système de jeu

### Armement
Les armes des marines (Frontiersmen) ainsi que les capacités des aliens (Kharaa) ont un tir alternatif. Le jeu se passant dans le futur, comparé au premier opus, l'armement des marines se doit d'être plus avancé et possèdent de nouveaux dessins conceptuels. Bon nombre de dessins conceptuels ont été créés par Nate Wolcott et rendus publics.
Charlie Cleveland annonce de manière très anticipée que le lance-flammes fera partie intégrante de Natural Selection 2.

## Moteur du jeu
Le moteur, nommé Spark a été développé spécifiquement pour Natural Selection 2. Il est basé sur le code produit par Max McGuire, qui à l'origine était destiné pour le moteur Source, abandonné par la suite par manque de flexibilité.
Le moteur de Natural Selection 2 utilise le codage en Lua comme base pour le moteur, permettant une très grande facilité d'extension des bases du jeu. Le support de la physique est fourni par de nombreux programmes tiers, et fera partie intégrante du jeu.

## Développement

### État
Un blog est maintenu à jour pour afficher tous les progrès du jeu. Les développeurs sont tout aussi actifs sur le forum de Unknown Worlds.
Le 31 août 2007, Max McGuire et Charlie Cleveland ont publié des podcasts. Ces mises à jour audio, publiées de manière irrégulière, nous informent sur les développements en cours, les points d'intérêts, et servent de base pour des interviews avec d'autres personnalités de l'industrie.
Pendant le troisième trimestre de 2008, l'équipe de développement annonça le passage vers un moteur de jeu personnalisé, abandonnant Source à cause d'un manque de flexibilité et des coûts de la licence.
La première bande-annonce parlait d'Automne 2009, mais une news publiée fin octobre 2009, annonce que le jeu a pris un peu de retard dans son développement, et ne sortirait pas en fin d'année comme voulu.
Il est possible de suivre au jour le jour les améliorations et corrections apportées au jeu. Les développeurs montrent en effet l'avancement des tâches qu'ils ont à réaliser avant la sortie d'une nouvelle version du jeu.
Le jeu est disponible depuis le 31 octobre 2012.
6 ans après sa sortie, Natural Selection 2 est toujours régulièrement mis à jour avec la sortie de la mise à jour majeure "Update 323" le 15 juin 2018

### Historique
Le jeu a été officiellement annoncé en octobre 2006. Il devait être développé par la toute nouvelle société du créateur, Unknown Worlds. Charlie 'Flayra' Cleveland continuera son travail sur le jeu et Cory Strader (artiste conceptuel de Natural Selection) contribuera aussi aux dessins conceptuels.
Le 1er décembre 2006 la première annonce majeure au sujet d'un possible concept fut annoncée, nommé Infestation Dynamique, dont on a même une vidéo.
Le 7 avril 2008, Unknown Worlds s'installe dans un bureau et emploie de nouveaux employés en utilisant des fonds nouvellement trouvés pour Natural Selection 2. C'est avec une nouvelle équipe qu'ils se lancent à presque plein-temps dans le développement du jeu.
Le 10 juillet 2008, Unknown Worlds annonce le passage du Source vers un moteur fait maison nommé « Evolution ».
En janvier 2010, SteamWork a été inclus.
Le 9 avril 2010, le premier alpha-test du jeu est finalement sorti pour ceux qui l'ont pré-commandé.
Le 19 novembre 2010, la beta fermée du jeu est lancée (toujours pour ceux qui ont déjà pré-commandé le jeu).
Le 31 octobre 2012, le jeu est officiellement lancé (pour Halloween, 10 ans après la sortie du premier opus, en mod Half-Life).

### Distribution
Le jeu a été commercialisé sur Steam le 31 octobre 2012.
Au 7 janvier 2011, avant même la sortie sur Steam, les développeurs annonçaient avoir déjà écoulé 20 000 exemplaires du jeu.